# Ignaz Auer
Ignaz Auer (Neuburg am Inn, 19 d'abril de 1846 - Berlín, 10 d'abril de 1907) fou un polític socialdemòcrata de Baviera, que va ser membre del Reichstag alemany per a la circumscripció electoral del Reichstag de Glauchau-Meerane de manera intermitent entre els anys 1884 i 1906.
Va néixer a Dommelstadl, comunitat de Neuburg am Inn prop de Passau (Baviera) el 1846, fill d'un carnisser, i es va unir al Partit dels Treballadors Socialdemòcrates el 1866. El 1872, es va traslladar a Berlín com a guarnicionista, on va conèixer i es va fer amic d'Eduard Bernstein, més tard un influent teòric socialdemòcrata. Auer va ser un participant actiu al congrés d'unitat de 1875, celebrat a la ciutat de Gotha, que va fundar el Partit Socialdemòcrata d'Alemanya, (SPD) i més tard es va convertir en secretari del SPD. Encara que a la dreta del partit, Auer era un pragmatista i considerava que els intents de formular el reformisme socialdemòcrata teòricament perjudicaven la seva pràctica política real. Davant d'unes reflexions de Bernstein sobre justícia social, es diu que replica: "El que dius, benvolgut Ede [Eduard], són coses que no es diuen, simplement es fan". Auer va morir a Berlín el 10 d'abril de 1907.